# Acer semiorbiculatum
Acer semiorbiculatum é uma espécie de árvore do gênero Acer, pertencente à família Aceraceae.